# Fudbalski Klub Čelik Nikšić
El Fudbalski Kkub Čelik (en serbio: Фудбалски клуб «Челик» Никшић/Fudbalski klub Čelik Nikšić) es un club de fútbol de la ciudad de Nikšić, en Montenegro. Fue fundado en 1957 y jugó en la Primera División de Montenegro hasta la temporada 2013/14.

## Historia

### Primera época
El equipo fue fundado en el año 1957 y logró su primer éxito en la temporada 1961/62, cuando se proclamó campeón de la antigua Copa de Montenegro y obtuvo de ese modo el derecho de participar en la Copa de Yugoslavia, en la que caería eliminado en la ronda de 1/16 de final. Posteriormente fue disputando sus partidos por el sistema de ligas de Yugoslavia, sin mayor éxito hasta que tras la caída del régimen comunista, en la temporada 1999/00 el club alcanzaría su cota máxima hasta ese momento al alcanzar los cuartos de final de la nueva Copa de Yugoslavia que se había creado unos años antes.
En 2006 se produce la independencia de Montenegro, por lo que se hace necesario crear nuevas competiciones en el país. El Čelik, al no encontrarse en una de las máximas categorías preexistentes queda encuadrado en la nueva Segunda División de Montenegro. Durante los siguientes 6 años, el equipo se mantuvo en dicha categoría, destacando la temporada 2007/08 en la que tras finalizar en segunda posición disputaría el play-off por el ascenso a Primera División de Montenegro, en el que quedaría eliminado por el Sutjeska, mayor rival del club y con el que disputa el derby de Nikšić.

### Época dorada
Tras un modesto puesto en la campaña 2010/11, la temporada 2011/12 se convirtió en la mejor de la historia del equipo. Durante la competición regular el Čelik logró ser el mejor equipo y proclamarse campeón de Segunda División con una diferencia abrumadora sobre el segundo clasificado, obteniendo así el primer ascenso a la Primera División de Montenegro y haciéndolo de forma directa. Además de esto el club se proclamó campeón de la Copa de Montenegro, siendo el primer equipo de la ciudad de Nikšić en lograrlo y el primero que lo hace jugando en Segunda División. Este título además le otorgó al club la primera clasificación de su historia para una competición europea, concretamente la Liga Europea de la UEFA 2012-13.

### Retirada
Luego de quedar eliminado de la UEFA Europa League 2014-15 en la primera ronda, el club informó a la liga de que tenían problemas financieros que no les permitían jugar en la temporada 2014/15, y como consecuencia, el club fue relegado a la Tercera División.

## Uniforme
- Uniforme titular: Camiseta roja con rivetes blancos en las mangas y cuello, pantalón y medias rojas.
- Uniforme alternativo: Camiseta azul marino con rivetes blancos en mangas y cuello, pantalón y medias azul marino.

## Estadio
El club disputa sus partidos como local en el Stadion Željezare de la localidad de Nikšić que tiene una capacidad para unos 2.000 espectadores. La superficie de juego del estadio es de césped natural y sus dimensiones son de 105×70 metros.

## Entrenadores
El entrenador más importante de los últimos tiempos es Slavoljub Bubanja, quien logró ganar el campeonato de Segunda División en la temporada 2011/12, logrando así el primer ascenso a la máxima categoría para el club, además también logró ser el primer entrenador que gana la Copa de Montenegro mientras su equipo juega en Segunda División y logró la primera clasificación para competiciones europeas del equipo. Para la temporada actual tiene el reto de lograr la permanencia en la máxima categoría.

## Palmarés

### Torneos nacionales
- Copa de Montenegro (1): 2011/12.
- Segunda División de Montenegro (1): 2011/12.

## Participación en competiciones de la UEFA
| Temporada | Torneo             | Ronda            | Club                | Casa | Visita | Global  |
| --------- | ------------------ | ---------------- | ------------------- | ---- | ------ | ------- |
| 2012–13   | UEFA Europa League | Clasificatoria 1 | FK Borac Banja Luka | 1–1  | 2–2    | 3–3 (a) |
| 2012–13   | UEFA Europa League | Clasificatoria 2 | FC Metalurh Donetsk | 2–4  | 0–7    | 2–11    |
| 2013–14   | UEFA Europa League | Clasificatoria 1 | Honvéd              | 1–4  | 0–9    | 1-13    |
| 2014–15   | UEFA Europa League | Clasificatoria 1 | Koper               | 0–5  | 0–4    | 0–9     |